# Hệ thống thời gian chuyển động được xác định trước
Một hệ thống thời gian chuyển động được xác định trước (PMTS) thường được sử dụng để thực hiện Chi phí phút lao động để thiết lập tỷ lệ mảnh, mức lương và/hoặc khuyến khích trong các ngành định hướng lao động (lao động) bằng cách định lượng thời gian cần thiết để thực hiện các nhiệm vụ cụ thể điều kiện xác định. Ngày nay, PMTS chủ yếu được sử dụng trong đo lường công việc cho các chu kỳ ngắn hơn trong các ngành định hướng lao động như may mặc và giày dép. Chủ đề này đến dưới kỹ thuật công nghiệp và sản xuất rộng hơn.
Một trong những hệ thống như vậy được gọi là "Yếu tố công việc" và phép đo thời gian-phương thức phổ biến hơn, (MTM) được phát hành năm 1948 tồn tại ngày nay trong một số biến thể và được sử dụng trong một số ứng dụng thương mại.
Luật mới tại các thị trường phát triển sau các vấn đề bền vững, phong trào Tiền lương sống và thảm họa năm 2013 tại Rana Plaza, Bangladesh đã đưa chi phí lao động và tiêu chuẩn trở lại trọng tâm của các nhà hoạt động và nhà bán lẻ thời trang toàn cầu. An toàn và sức khỏe nghề nghiệp (OSH, OHS), Công thái học, Phát triển kỹ năng và sự hài lòng trong công việc là một số yếu tố khác ảnh hưởng của Đạo luật Tiêu chuẩn Lao động (Nhật Bản).
Tiêu chuẩn thời gian chuyển động được xác định trước và tiêu chuẩn thời gian xác định trước (PTS), Hệ thống thời gian xác định trước là các thuật ngữ khác mô tả cùng một khái niệm của các tác giả khác nhau. Kết quả chính của ứng dụng PMTS là định lượng đầu vào lao động theo SMV (Giá trị phút chuẩn) hoặc SAM (Phút phân bổ bị mắc kẹt).

## Máy tính phút lao động miễn phí của FWF
Fair Wear Foundation (FWF) làm việc với các thương hiệu và những người có ảnh hưởng trong ngành để cải thiện điều kiện làm việc nơi sản xuất quần áo.
Máy tính phút lao động miễn phí của FWF có tại đây: https://www.fairwear.org/resource/wage-calculation-sheet-bangladesh/ Lưu trữ ngày 14 tháng 1 năm 2019 tại Wayback Machine
Dựa trên sự cần mẫn của OECD đối với ngành may mặc và giày dép có trách nhiệm, FWF đã công bố các khuyến nghị năm 2018 của họ về thực hành tìm nguồn cung ứng cho các thương hiệu và nhà bán lẻ hàng may mặc tại đây: https://www.fairwear.org/wp-content/uploads/2018/11/FWF- Do_Diligence-paper-2018-DEF-digital.pdf

## APD- Dữ liệu sản xuất trang phục
APD- Nền tảng phần mềm dựa trên web có nguồn gốc Singapore để xác định SMV, SAM của các đơn vị sản xuất cắt, may, đóng gói hàng may mặc, giày dép, túi.
http://apparelezi.com/apd.html#other
Dữ liệu sản xuất hàng may mặc là một công cụ giúp sản xuất tại nhà máy để tăng năng suất và hiệu quả bằng cách xác định các chuyển động chất thải đặc biệt trong thị trường đầy thách thức này. Tất cả các nhà khai thác sản xuất có thể được phân tích SAM / SMV để hoàn thành nhiệm vụ công việc của họ. Cơ sở dữ liệu hoạt động sẽ chỉ ra tất cả các bước theo từng bước để hoàn thành một sản phẩm may mặc. APD cho phép người dùng tùy chỉnh tham số ADD như phụ cấp máy móc, loại vải, Stitch trên mỗi centimet, v.v. APD là phân tích dựa trên MTMII, theo sau là các giao thức bị mắc kẹt của ILO để nghiên cứu công việc cho sự mệt mỏi cá nhân, đánh giá môi trường, trợ cấp dự phòng, v.v.
https://www.ilo.org/global/publications/ilo-bookstore/order-online/books/WCMS_PUBL_9221071081_EN/lang--en/index.htm
Tính năng mô-đun.
SAM và SMV có thể giúp nhà máy tăng năng suất và loại bỏ quá trình không cần thiết. Để tăng hiệu quả công nhân. Để cải thiện hiệu quả của Nhà máy và các loại sản phẩm. Để giảm chi phí sản xuất. Để ngăn chặn bất kỳ tổn thất xảy ra trong các hoạt động sản xuất.
Các tính năng khác
Cấu trúc dựa trên web Tạo hai loại báo cáo thành Định dạng tài liệu di động, Excel (.xlsx) Tất cả xử lý tài liệu xuất khẩu chỉ được yêu cầu hai trình duyệt công cụ và trình đọc bên thứ ba (như Adobe Reader, Microsoft Excel). Truyền phát video dựa trên thiết bị di động, PC để truyền thông chính xác về phương pháp qua web.
Bảo vệ
Người dùng có thể được xác định chỉ có quyền truy cập vào một số tùy chọn nhất định bằng mô hình dựa trên vai trò. Các chức năng mà họ không có quyền truy cập sẽ không được hiển thị. Quyền của người dùng có thể được ủy quyền để kiểm soát và giới hạn ở một số địa điểm được phân loại và các địa điểm khác. Menu chính được trình bày bởi cơ quan cấp phép người dùng, nó làm cho một số tùy chọn sẽ không cung cấp cho màn hình chính để cho phép người dùng truy cập nó.

## PHẦN LỚN
Một PMTS phổ biến khác là Kỹ thuật trình tự hoạt động của Maynard, được phát hành lần đầu tiên vào năm 1972. HB Maynard đã được mua lại bởi Accenture năm 2007. Phương pháp đó cũng có một số biến thể, với biến thể được sử dụng phổ biến nhất là BasicMOST và các biến thể khác là MiniMOST, MaxiMOST và AdminMOST. Các biến thể của cả hai hệ thống khác nhau dựa trên mức độ tập trung của chúng. MTM-1 và MiniMOST là tối ưu cho các quy trình ngắn chỉ với chuyển động tay nhỏ. BasicMOST, MODAPTS và MTM-UAS phù hợp hơn cho các quy trình trung bình khoảng 1 đến 5 phút, trong khi MTM-B và MaxiMOST được sử dụng đúng cách hơn cho các quy trình dài hơn ít lặp lại.

## MODAPTS
Một PMTS phổ biến khác được sử dụng ngày nay trong ngành công nghiệp ô tô, may và chăm sóc sức khỏe là kỹ thuật MODAPTS. Kỹ thuật này được giới thiệu vào năm 1966 bởi GC "Chris" Heyde, người ban đầu đã học các phương pháp MTM-1 và MTM-2 vào những năm 1950 và tìm kiếm một kỹ thuật đơn giản hơn để sử dụng và áp dụng. Không giống như các tiêu chuẩn MTM và MOST, MODAPTS sử dụng MOD làm đơn vị đo lường cơ bản của nó (1 MOD = 0.129 giây). Tuy nhiên, giống như Basic-MOST, MODAPTS sử dụng kỹ thuật mã hóa bao gồm một chữ cái và một số nguyên (tất cả trừ 1 mã), trong đó các số nguyên mỗi đại diện cho các MODS có thể dễ dàng thêm vào để xác định thời gian của một nhiệm vụ được mã hóa.

## MODSEW
MODSEW là một ứng dụng phần mềm của MODAPTS cho các sản phẩm may và ngành may mặc. Nó sử dụng các mã rất trực quan để thể hiện các mẫu chuyển động khác nhau phổ biến trong ngành và cho phép người dùng định cấu hình mã riêng cho các mã duy nhất cho hoạt động của họ. Phần mềm được sử dụng để xác định thời gian tiêu chuẩn để hoàn thành một hoạt động và có các quy định để thu thập và duy trì các nhóm hoạt động theo một kiểu (sản phẩm). MODSEW được sở hữu, bảo trì, bán và hỗ trợ bởi Byte Software Services, LLC của Charleston South Carolina.

## GSD (Dữ liệu may chung) - Một phần của Dịch vụ Toàn cầu Coats
Dữ liệu may chung là một PMTS cho các sản phẩm may và ngành may mặc và dựa trên MTM Core Data cả hai hệ thống dữ liệu độc quyền của GSD (Corporate) Ltd Lưu trữ ngày 14 tháng 12 năm 2018 tại Wayback Machine có trụ sở tại Derby UK. Các tiêu chuẩn Thời gian cho Dữ liệu May chung được sử dụng trong GSD Enterprise và GSD QUEST.
Sau khi mua lại bởi Coats Group plc, công ty hàng dệt may tiêu dùng và công nghiệp hàng đầu thế giới, GSD đã trở thành một phần của Coats Global Services Lưu trữ ngày 28 tháng 9 năm 2018 tại Wayback Machine. Cùng với Fast React Systems Lưu trữ ngày 29 tháng 1 năm 2019 tại Wayback Machine, Coats Global Services có khả năng tiếp cận vô song thông qua chuỗi cung ứng thời trang toàn cầu. Họ chuyên cung cấp các giải pháp dựa trên công nghệ và chuyên môn thực hành tốt nhất trong ngành nhằm mang lại sự cải thiện đáng kể về chi phí, tốc độ và năng suất cho các thương hiệu thời trang, nhà bán lẻ, nhà sản xuất sản phẩm may và nhà máy dệt.
</br> GSD - Đơn giản là cách tốt nhất để chi phí và may mặc
'GSD Enterprise Lưu trữ ngày 28 tháng 9 năm 2018 tại Wayback Machine là một quy trình Phân tích Phương pháp khoa học và khách quan, tạo ra Tiêu chuẩn Phương pháp để giúp các Kỹ sư Công nghiệp và Sản xuất thiết lập và tối ưu hóa văn bản 'Tiêu chuẩn Thời gian Tiêu chuẩn Quốc tế cho tất cả các sản phẩm được may, sử dụng mã chuyển động tiêu chuẩn và thời gian định trước. Nó thiết lập Tiêu chuẩn thời gian quốc tế bằng cách áp dụng Mã chuyển động được xác định trước phù hợp cho từng bước trong Tiêu chuẩn phương pháp. 39 Mã chuyển động này, được sử dụng làm các khối xây dựng để tạo ra 1000 hoạt động, 1000 tính năng và kiểu dáng sản phẩm không giới hạn. Các khối xây dựng Motion Code được sử dụng cho bất kỳ sản phẩm nào từ áo phông đơn giản đến Áo khoác ngoài phức tạp hơn và tất cả các kiểu may ở giữa.
Doanh nghiệp cung cấp cơ hội cho sản xuất xuất sắc
- Thiết lập thời gian hoạt động chính xác, đảm bảo dây chuyền sản xuất được tối ưu hóa với hiệu suất vận hành cao hơn
- Tạo các phép đo hiệu quả thực tế để cho phép lập kế hoạch nhất quán và chính xác và cải thiện hiệu suất phân phối đúng thời gian
- Sử dụng Phương pháp Kỹ thuật để tăng năng suất và lợi nhuận và để giảm chi phí lao động tăng
- Khi chi phí lao động tăng và giá FOB thì không, chi phí trở thành một khía cạnh quan trọng của bất kỳ mối quan hệ kinh doanh nào.

GSD tạo ra một ngôn ngữ chung để thiết lập thời gian và chi phí sản xuất thực tế, cũng như một công cụ để thiết kế các chi phí để tạo ra nhiều lợi nhuận hoặc cơ hội sản xuất. GSD Enterprise có thể được triển khai trong tất cả các lĩnh vực kinh doanh, nhưng thường tập trung vào các nhóm Kỹ thuật công nghiệp, Cải tiến liên tục, Đội ngũ xuất sắc & Lean.
</br> Quest - Được thiết kế để sản xuất
'GSD Quest Lưu trữ ngày 28 tháng 9 năm 2018 tại Wayback Machine là giải pháp phần mềm dễ sử dụng của công ty, cho phép nhân viên phi kỹ thuật, có ít hoặc không có chuyên môn sản xuất để phát triển 'phân tích chi phí thời gian cho bất kỳ sản phẩm may mặc nào được chọn. Điều này đạt được thông qua việc sử dụng các mẫu sản phẩm tiêu chuẩn và cách tiếp cận 'kéo và thả' đơn giản.
Tạo cho giá trị Quest được sử dụng ở giai đoạn đầu của chu kỳ phát triển sản phẩm cho phép lắp ráp và đánh giá các biến thể chi phí và thiết kế, và cân bằng giá / hiệu suất tối ưu đạt được như một phần của so sánh chi phí & giá trị. Các nhóm thiết kế có thể khám phá các kịch bản 'what-if' khác nhau với các thành phần sản phẩm khác nhau để giảm chi phí lao động / sản xuất liên quan và đạt được mức giá 'trong cửa hàng thấp hơn và cơ hội ký quỹ bổ sung.

## Pro SMV
Pro SMV là một PMTS khác cho ngành công nghiệp sản phẩm may, được cung cấp bởi Phương thức tư vấn trang phục Ấn Độ Private Ltd. như một mô-đun riêng lẻ của gói sê-ri phần mềm của họ được gọi là Pro-Suite. Pro Suite nhằm mục đích cung cấp các giải pháp CNTT khác nhau cho các bộ phận khác nhau của ngành công nghiệp sản phẩm. Nó đã làm cho một cơ sở tiêu dùng rất mạnh ở Ấn Độ và các nước láng giềng.

## SATRA TimeLine
SATRA TimeLine dự đoán chính xác thời gian và chi phí lao động của một dây chuyền sản xuất giày dép trước khi bắt đầu sản xuất. Cốt lõi của nó là Hệ thống thời gian chuyển động được xác định trước (PMTS), có thể tính toán các giá trị cho mọi hoạt động đánh giày duy nhất dựa trên các tiêu chuẩn được chấp nhận trong ngành và kinh nghiệm và kiến thức rộng lớn của SATRA. Hệ thống sáng tạo này được cung cấp bởi Trung tâm Tecknology SATRA (Anh). SATRA TimeLine là một hệ thống hiệu quả sản xuất độc đáo, được thiết kế bởi thợ đóng giày CHO thợ đóng giày và nó chỉ dành riêng cho các thành viên SATRA. https://www.satra.com/timeline/

## SewEasy GSD
- Sew EAS là một hệ thống dữ liệu may mặc (GSD) hiện đại, dựa trên MTM được sử dụng bởi các thương hiệu may mặc Fortune 500, các công ty tìm nguồn cung ứng và các nhà sản xuất khu vực SME. Nó được phát triển bởi các kỹ sư may Singer, được sử dụng trong chi phí lao động của Ready Made (RMG), lập kế hoạch năng lực chuỗi cung ứng và quản lý chuyên nghiệp. Seweasy phù hợp hơn với các khái niệm nạc và dòng công việc trôi chảy được quy cho Toyota. Hệ thống này tập trung vào việc cung cấp Giá trị phút tiêu chuẩn (SMV), còn được gọi là Biên bản cho phép tiêu chuẩn (SAM) một cách nhanh chóng; để ước tính chi phí lao động trong may; phù hợp với Nghiên cứu công việc của ILO, phiên bản sửa đổi lần thứ 4. Mức lương sinh hoạt và chi phí leo thang đòi hỏi phải đổi mới trong vị trí sản xuất để duy trì tính cạnh tranh và bền vững. Công ty cung cấp đào tạo miễn phí tại chỗ và giúp thiết lập các ưu đãi động lực.

SewEasy Pvt. Ltd đã đào tạo nhiều đàn em và người cao niên, để nhanh chóng thiết lập các phương pháp, mô hình chuyển động và tiêu chuẩn tốt hơn bằng hệ thống PMTS dễ dàng này. Dữ liệu may may trong suốt của SewPal rất hữu ích cho việc cân bằng tải may "phù hợp với Bản đồ dòng giá trị (VSM) và phép đo" giá trị gia tăng "được gọi là" thời gian ngừng hoạt động "giữa các chuyên gia. Quá trình tiêu chuẩn hóa may dựa trên SewEasy dễ dàng dẫn đến phát triển kỹ năng dễ dàng hơn, OHS, Văn hóa an toàn và trao quyền cho công nhân hữu ích trong việc thực hiện các đổi mới tại điểm kim. Khía cạnh Kỹ thuật Chi phí rất quan trọng đối với việc phát triển hệ thống khuyến khích và đánh dấu băng ghế dự bị của Living Wage để tạo động lực.

### Chi phí mở cho các nhóm tìm nguồn hàng may mặc
Nghiên cứu gần đây của Đại học Manchester, Vương quốc Anh về Chi phí lao động may mặc và nhu cầu về mức lương của người lao động đã mang lại cho SewEasy dữ liệu may mặc công khai, minh bạch, nhanh chóng và đo lường thời gian (MTM) cho các chuyên gia tìm nguồn cung ứng ngành may mặc, bao gồm Walmart, người đã thông qua SewEasy để tạo ra một mô hình chi phí lao động bền vững để tìm nguồn cung ứng hàng may mặc và dệt may gia đình trong năm 2013. Cách tiếp cận này được ASDA giải thích trong báo cáo thường niên của Chiến dịch Quần áo sạch tại https://www.cleancluits.org/livingwage/tailoredwages/tailored-wages-poseition/asdaprofile.pdf.

### Dệt may, Giày, Da, & Bọc tại nhà
SewEasy có thể được sử dụng trong tất cả các ngành may dựa trên kim như Dệt, giày, da và bọc tại nhà; trong đó hợp lý hóa tỷ lệ mảnh, chi phí mở và tập trung tiền lương đang được tiến hành.

### Phương pháp Lean SewEasy GSD dễ dàng cho Muda, Mura và Muri
Không giống như 'nghiên cứu thời gian', trong đó nhà phân tích sử dụng đồng hồ bấm giờ và đánh giá một cách chủ quan nỗ lực của người vận hành để tính thời gian tiêu chuẩn, Seweasy PMTS yêu cầu nhà phân tích phân tách quy trình thành các hành động may nguyên tố của mình và cộng thời gian để tính toán tổng thời gian tiêu chuẩn. Quá trình ước tính chi phí lao động và quy trình làm việc, một cách chuyên nghiệp theo cách đó dẫn đến năng suất được cải thiện, giảm chi phí và thu nhập cao hơn cho tất cả các bên liên quan bằng cách loại bỏ lãng phí Muda, Mura và Muri.

### Ưu đãi làm cơ sở của Động lực
Các hệ thống ưu đãi của SewEasy phát triển các lực thúc đẩy chuyên nghiệp, không ma sát dẫn đến năng suất được cải thiện, giảm chi phí và thu nhập cao hơn cho tất cả các bên liên quan bằng cách áp dụng các mô hình hợp lý công bằng dẫn đến kỹ năng và nỗ lực tốt hơn sau mỗi năm.

## TMU
Hầu hết các hệ thống thời gian chuyển động được xác định trước (MTM và MOST) sử dụng đơn vị đo thời gian (TMU) thay vì giây để đo thời gian. Một TMU được xác định là 0,00001   giờ, hoặc 0,036   giây Các đơn vị nhỏ hơn này cho phép tính toán chính xác hơn mà không cần sử dụng số thập phân. Trong các hệ thống PMT chuyên sâu nhất, các chuyển động được quan sát sẽ ở cấp độ của các TMU riêng lẻ, như quăng (3 TMU trong MiniMOST) và nhận đơn giản (2 TMU trong MTM-1). Các hệ thống tổng quát hơn đơn giản hóa mọi thứ bằng cách nhóm các yếu tố riêng lẻ và do đó có giá trị thời gian lớn hơn - ví dụ: uốn cong và phát sinh (61 TMU trong MTM-2) và một hoặc hai bước (30 TMU trong BasicMOST). Các hệ thống thậm chí còn ít chi tiết hơn hoạt động với hàng trăm giá trị TMU, như leo 10 nấc thang (300 TMU trong MaxiMOST) hoặc đi qua cửa (100 TMU trong MaxiMOST).
Việc lựa chọn sử dụng biến thể của một PMTS nào đó phụ thuộc vào nhu cầu độ chính xác trái ngược với nhu cầu phân tích nhanh, cũng như thời gian hoạt động, khoảng cách liên quan đến hoạt động và độ lặp lại của hoạt động. Các hoạt động dài hơn thường diễn ra ở quy mô không gian lớn hơn và có xu hướng ít lặp lại hơn, vì vậy những vấn đề này thường được coi là một. Đối với các hoạt động dài hơn, ít lặp đi lặp lại, phân tích thống kê chứng minh rằng độ chính xác của các hệ thống ít chi tiết hơn thường sẽ tiếp cận với độ chính xác của các hệ thống chi tiết hơn. Do đó, để giảm thời gian phân tích, các hệ thống ít chi tiết hơn (như MTM-B và MaxiMOST) thường được sử dụng khi có thể. Ngược lại, các quy trình lặp đi lặp lại rất ngắn thường được phân tích với các phương pháp chính xác hơn như MTM-1 và MiniMOST vì cần phải có độ chính xác.

## Nghiên cứu của ILO & Đại học Manchester trong giai đoạn 2009 đến 2013
Các nhà nghiên cứu của Đại học Manchester bao gồm Doug Miller, đã đi sâu vào việc sử dụng PMTS trong chi phí lao động may mặc trong "Hướng tới chi phí lao động bền vững trong bán lẻ thời trang Anh". Doug nói.. đo lường công việc để đến vào một thời điểm tiêu chuẩn thường sẽ cung cấp cho việc thư giãn, dự phòng và phụ cấp đặc biệt. Theo Tổ chức Lao động Quốc tế  (ILO), tính đến năm 1992, có khoảng 200 hệ thống PTS khác nhau. Trong sản xuất may mặc, ba công ty tư vấn chuyên về PTS MTM dường như đang hoạt động trong các sector- các MODAPTS trụ sở ở Mỹ, Sri Lanka dựa SewEasy và Anh có trụ sở tại GSD (Corporate) Ltd Liên kết đến bài viết của Doug được cung cấp dưới đây trong Tài liệu tham khảo.

## So sánh các hệ thống PMD GSD của Walmart
Walmart đã ra mắt hệ thống PMD nội bộ theo chương trình giảm chi phí tinh gọn trên khắp châu Á.
Một đánh giá xuất hiện ở đây: http://www.onlineclothstudy.com/2016/05/lean-man Quản lý-program-and-pmts-system.html